# 攸布错
攸布错（藏語：ཡུམ་བུ་མཚོ，威利转写：yum bu mtsho，THL：Yumbu Tso）也称敌布湖，位于中国西藏自治区阿里地区措勤县境内，地处措勤县西部，嘎仁错以西2.3公里处。湖面海拔4638米，面积64.3平方公里。第四纪时期与嘎仁错及西北部的麦穷错为同一湖泊。湖区年均气温0～2℃，年均降水量200～300毫米。湖水主要靠地表径流补给。